# Galtons lag
Galtons lag är en ärftlighetslag framlagd av Francis Galton 1889 som säger att till individens ärftliga bestämdhet har hennes två föräldrar bidragit med tillsammans ½, de fyra far-
och morföräldrarna tillsammans med 1/4, dessas föräldrar med 1/8 o.s.v. Med andra ord bestämmer föräldrarna bara barnets ärftliga bestämdhet till hälften och varje tidigare generation med hälften av återstoden för att tillsammans över alla generationer bidra med all ärftlig bestämdhet.